# Max Metzker
Ne doit pas être confondu avec Max Josef Metzger.
Maxwell Raymond Metzker, dit Max Metzker, né le 8 mars 1960 à Durban (Afrique du Sud), est un nageur australien, spécialiste des courses de nage libre.

## Carrière
Max Metzker dispute à l'âge de 16 ans les Jeux olympiques de 1976, et termine sixième en 1 500 mètres nage libre. 
Il se présente ensuite aux Jeux olympiques de 1980 à Moscou, où il est co-porte-drapeau olympique lors de la cérémonie d'ouverture avec l'athlète Denise Robertson-Boyd. Metzker y remporte la médaille de bronze en 1 500 mètres nage libre et termine septième de l'épreuve de 400 mètres nage libre.